# 須句國
须句（qú）国，又作须朐国，为西周和春秋早期小型诸侯国，风姓，故址在今山东东平西东平湖水面下的须昌故城。须句早期历史不见于史书，春秋前期，屡遭邾国侵犯。前639年，邾国人灭亡了须句，须句君（须句子）逃亡到鲁国，因为须句是成风的娘家。成风劝鲁僖公去救须句，前638年春季，鲁国讨伐邾国，占领须句国，护送须句的国君回国。八月初八，鲁僖公率军与邾军在升陉作战，鲁军大败。邾军获得鲁僖公的头盔，挂在鱼门上。前620年（鲁文公十七年）三月十七日，鲁文公伐邾国夺取须句，须句国灭亡。